# HNK Čapljina
Hrvatski nogometni klub Čapljina, is een Bosnische-Kroatische voetbalclub uit Čapljina, een stadje in het zuiden van Bosnië dat op nauwelijks 20 kilometer van de Adriatische zee gelegen is. Het A-team van Čapljina speelt zijn thuiswedstrijden in "Bjelave", een klein stadion dat plaats biedt aan zo'n 1.000 toeschouwers.